# Le Sens du combat (album)
Pour les articles homonymes, voir Le Sens du combat.
Albums de Michel Houellebecq (avec Jean-Jacques Birgé et Martine Viard)
Présence humaine
(2000)
Le Sens du combat est un album de poésie récitée de l'écrivain français Michel Houellebecq édité en 1996 par Radio France dans la collection « Les Poétiques » dirigée par André Velter et Claude Guerre. Les lectures de l'auteur sont accompagnées d'improvisations musicales de Jean-Jacques Birgé et d'improvisations vocales de Martine Viard. Les textes sont tirés du recueil éponyme Le Sens du combat paru la même année chez Flammarion.
Cet album a été réalisé à la suite d'une soirée poétique et radiophonique organisée par France Culture et le Centre national du livre. Il a été enregistré en public au Théâtre du Rond-Point et diffusé sur France Culture le 3 août 1996.
En 2007, avec Établissement d'un ciel d'alternance, Houellebecq collabore à nouveau avec Jean-Jacques Birgé.

## Fiche
- Voix : Michel Houellebecq
- Textes : Michel Houellebecq
- Improvisations musicales: Jean-Jacques Birgé
- Improvisations vocales : Martine Viard
- Production : France Culture
- Collection : « Les Poétiques »
- Distribution : Harmonia Mundi
- Support : CD